# أفلام سلمان خان
أفلام سلمان خان (SKF) هي شركة إنتاج وتوزيع أفلام هندية أسسها ممثل بوليوود سلمان خان في عام 2011. يقع مقرها في مومباي، وهي تنتج وتوزع الأفلام الهندية بشكل أساسي.